# Ревель (линейный корабль, 1717)
«Ревель» — парусный линейный корабль 3 ранга постройки 1717 года.

## История строительства
Заложен на верфи Санкт-Петербургского Адмиралтейства 18 августа 1712 года, строился корабельным мастером Федосеем Моисеевичем Скляевым. Спущен на воду 21 октября 1717 года.

## Конструкция
Двухдечный трёхмачтовый парусный линейный корабль 3 ранга, вооружённый 68 пушками калибром от 4- (на баке и квартердеке) до 24-фунтовыми (на гондеке).

## Боевая служба
Участвовал в Северной войне. Разломан в 1732 году в Кронштадте.

## Командиры
- С 1718 по 1720 годы — Сенявин, Иван Акимович, в чине капитан-поручика.